# Aithirne Ailgesach
Aithirne Ailgesach, dans la mythologie celtique irlandaise, est un druide despotique, dont le surnom ailgesach signifie « l’Exigeant ». Il apparaît dans plusieurs récits du Cycle d'Ulster, dont la Courtise de Luaine et le Siège de Howth. Il a deux fils, Cuingedach (« l’Envieux ») et Apartach (« le Sarcastique »).

## Mythologie
Aithirne Ailgesach est le prototype même du druide dévoyé, réputé pour exiger des choses impossibles et qui se venge en se servant de sa magie, notamment de la satire mortelle du glam dicinn.
De toutes ses extravagances, on peut retenir qu’il exige du roi borgne Eochaid Mac Luchta, du Connaught, qu’il lui remette son œil valide ; à Tigerna Tetbuillech, roi de Munster, il veut coucher avec son épouse, même demande à Mesgegra à propos de la reine Buân. Il exige des guerriers du Leinster qu’ils lui offrent un bijou de grande valeur. Il est responsable de la bataille de Dun Etair : ayant passé toute une année de razzia à capturer des reines (« trois fois cinquante »), il est assiégé avec les Ulates (habitants d’Ulster) dans la forteresse par les guerriers du Leinster. Son forfait le plus grave, qui lui sera fatal, est la malédiction de Luaine sujet du récit « Tochmarc Luaine » (Courtise de Luaine). Alors qu’elle est promise au roi Conchobar Mac Nessa, le druide et ses deux fils veulent qu’elle couche avec eux, devant son refus il prononce un glam dicinn qui fait mourir la jeune fille. La vengeance de Conchobar est implacable, il arase la forteresse de Dun Etair, tue le druide et toute sa famille.